# John Greenleaf Whittier
John Greenleaf Whittier (ur. 17 grudnia 1807 w Haverhill w stanie Massachusetts, zm. 7 września 1892) – poeta amerykański.
Był działaczem ruchu abolicjonistycznego, a w swojej twórczości głosił idee braterstwa i demokratycznego postępu. Wyrażał w niej także społeczne i moralne ideały wspólnoty kwakrów. Autor poezji agitacyjno-publicystycznej i refleksyjno-religijnej obejmującej sonety, ballady i hymny. Wydał m.in. tomiki Legends of New England (1831), Lays of My Home (1843), Voices of Freedom (1846), Songs of Labor (1850), The Panorama (1856) i Home Ballads and Poems (1860). Opublikował też jedną powieść Leaves from Margaret Smith’s Journal (1849).